# Eberhardtia tonkinensis
Eberhardtia tonkinensis är en tvåhjärtbladig växtart som beskrevs av Paul Lecomte. Eberhardtia tonkinensis ingår i släktet Eberhardtia och familjen Sapotaceae. Inga underarter finns listade i Catalogue of Life.